# Còdex Vaticanus

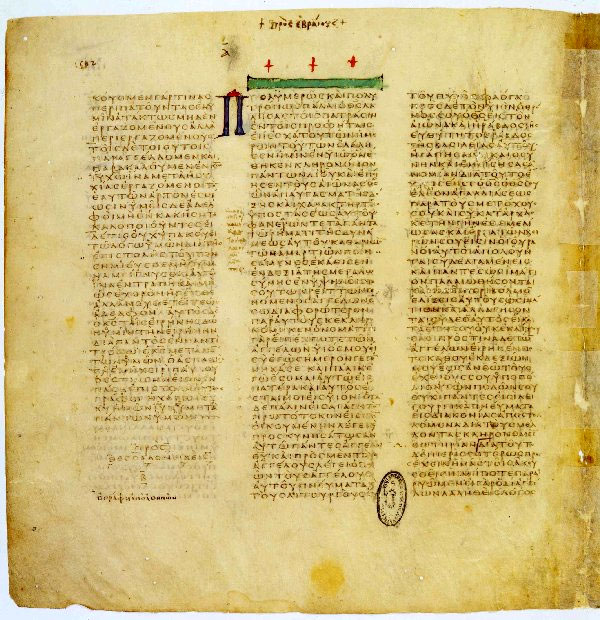
Còdex Vaticanus

El Còdex Vaticanus (Bibl. Vat., Vat. gr. 1209; Gregory-Aland no. B/03) és un dels més antics manuscrits conservats de la Bíblia, anterior al Còdex Sinaiticus, i probablement copiat, durant el segle iv. Està escrit en grec, sobre pergamí, amb lletres uncials, i es conserva a la Biblioteca Vaticana.

## Descripció
Originalment era una còpia completa de la Bíblia dels Setanta i del Nou Testament, però les planes 1519 a 1536 (des de l'Hebreus 9:14 fins a l'Apocalipsi) es van perdre i foren reemplaçades per un minúscul suplement del segle xv (no. 1957). Consta de 759 fulles. Falta una part important del Gènesi i alguns Salms. L'estil de l'escriptura és senzill i elegant. El pergamí és molt fi i prim; possiblement fet amb pell d'antílop.